# Верховский, Александр Маркович
Алекса́ндр Ма́ркович Верхо́вский (род. 11 февраля 1962, Москва, СССР) — российский публицист, редактор, журналист, программист. Исследователь антисемитизма, русского национализма, экстремизма, религии.
Директор информационной аналитического центра «Сова» (2002—2023), директор исследовательского центра «Сова» (с 2023 года). Ранее — вице-президент информационно-исследовательского центра «Панорама», главный редактор газеты «Панорама».
С 2012 по 2022 год — член Совета при Президенте Российской Федерации по развитию гражданского общества и правам человека.

## Биография
Родился 11 февраля 1962 года в Москве.
В 1979 году окончил математическую среднюю школу № 444 в Москве.
С 1983 году начал принимать участие в организованном распространении «самиздата».
В 1984 году окончил Московский институт нефтехимической и газовой промышленности по специальности «прикладная математика».
В 1984—1988 годы — программист в СКБ НПО «Нефтехимавтоматика».
В 1988—1989 годы — программист в ПО «Автоматика».
В начале 1988 — июне 1989 года — член демократической и правозащитной организации «Гражданское достоинство».
В июне 1988 — феврале 1989 года — соредактор бюллетеня «Гражданское достоинство».
В 1989 году — программист в НПО «Терм».

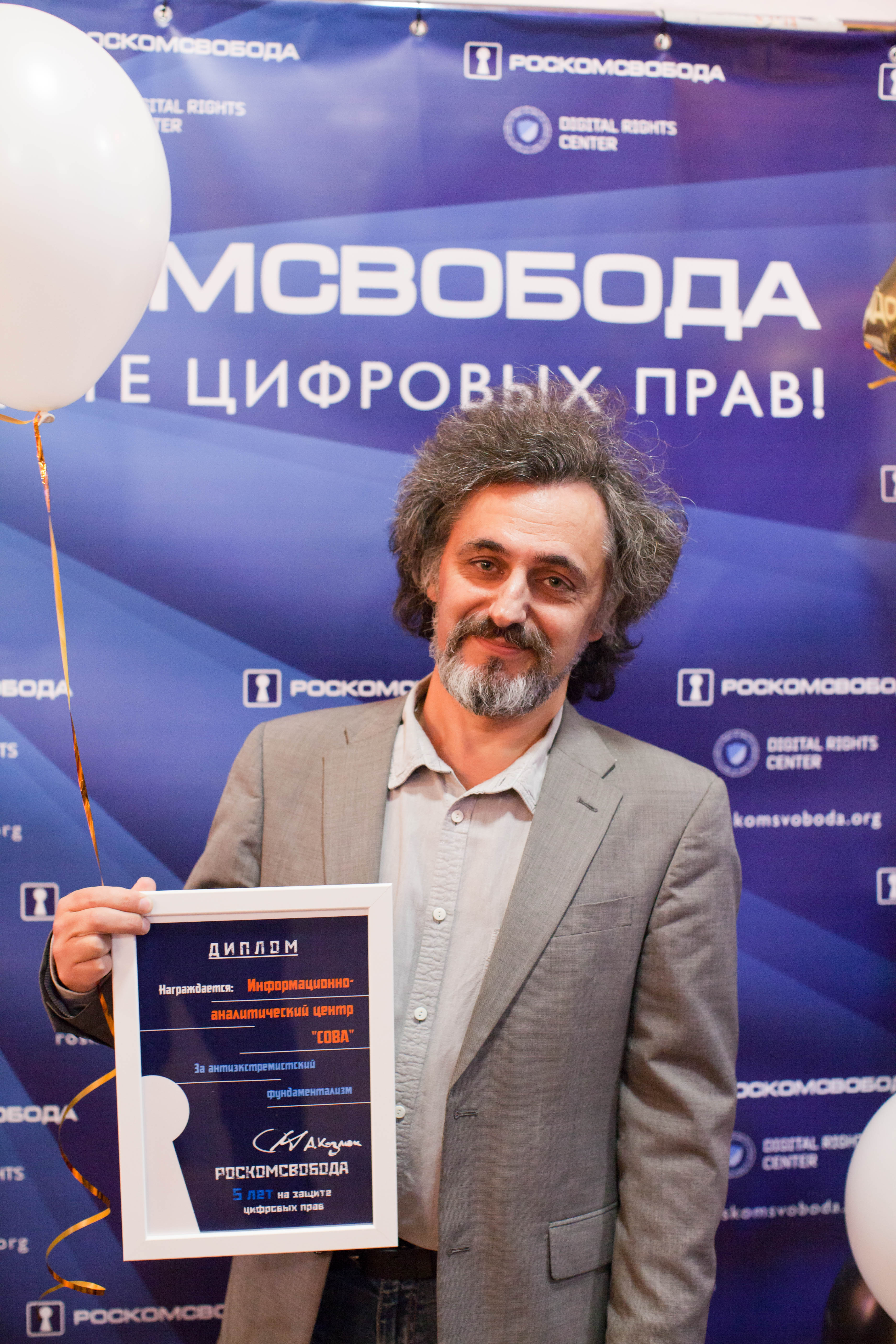
Верховский на пятилетии Роскомсвободы, 2017 год

В апреле 1989 года выступил в качестве соучредителя и главного редактора самиздатской газеты «Панорама».
С ноября 1989 года — член политического дискуссионного клуба «Московская Трибуна».
В 1991 году выступил в качестве одного из соучредителей политологической информационно-экспертной группы «Панорама», позднее ставшей Информационно-исследовательским центром «Панорама», и занял пост вице-президента.
В 1992—1993 годы в качестве программиста принял участие в создании компьютерных баз данных ИИЦ «Панорама» — «Лабиринт» и «Просопограф». В это же время начал заниматься темой новой политики в Центральной Азии.
В 1994 году начал заниматься исследованием темы политического экстремизма в России и близкими к ней вопросами.
В 1997 году начал заниматься исследованием темы взаимосвязи религии и политики.
Весной-летом 1998 года — совместно с аспирантом кафедры истории государственных учреждений и общественных организаций РГГУ и сотрудником ИИЦ «Панорама» Г. В. Кожевниковой выступил в качестве координатора интернет-сайта «Федеральные органы исполнительной власти», являвшегося совместным проектом кафедры и ИИЦ.
Осенью 1998 года поддерживал сервер ИИЦ «Панорама», а до весны 2003 года занимался поддержанием раздела «Национализм, экстремизм и ксенофобия».
В 1999—2001 годы — постоянный автор еженедельника «Русская мысль».

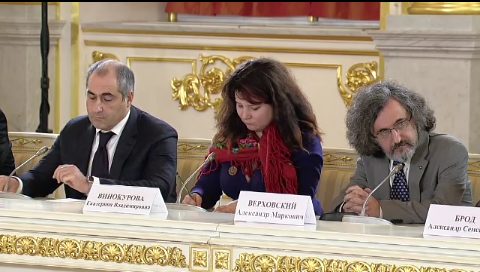
А. М. Верховский, Е. В. Винокурова и Ш. О. Горгадзе на заседании Совета при Президенте Российской Федерации по развитию гражданского общества и правам человека (11 декабря 2018 года)

Осенью 2002 года стал директором Информационно-аналитического центра «Сова», совместно созданного сотрудниками ИИЦ «Панорама» и Московской Хельсинкской группы.
В 2012 году включён в состав Совета при Президенте Российской Федерации по развитию гражданского общества и правам человека. В ноябре 2022 года исключен из совета.

## Награды
В 2013 году стал лауреатом премии Московской Хельсинкской группы за экспертную и научную деятельность в области прав человека.

## Публикации

### Книги
на русском языке
- Верховский А. М. Средняя Азия и Казахстан: Политический спектр. — 2-е изд., испр. и доп. — М.: Информационно-экспертная группа "Панорама", 1992.
- Верховский А. М. Тема Центральной Азии в российском обществе. Исследования экспертов, публикации прессы, заявления политиков. — 1994. (индивидуальный грант Фонда Макартуров)
- Верховский А. М. Владимир Жириновский и Либерально-демократическая партия России. — 1994.
- Верховский А. М., Папп А. А., Прибыловский В. В. Политический экстремизм в России. — М.: Институт экспериментальной социологии, 1996. Архивировано 7 февраля 2016 года. (грант National Endowment for Democracy)
- Верховский А. М., Прибыловский В. В. Национал-патриотические организации в России. История, идеология, экстремистские тенденции. — М.: Институт экспериментальной социологии, 1996.
- Национал-патриотические организации. Краткие справки. Документы и тексты / Составитель А. М. Верховский, В. В. Прибыловский. — 1997. (грант Henry M. Jackson Foundation)
- Верховский А. М., Прибыловский В. В., Михайловская Е. В. Национализм и ксенофобия в российском обществе / Моск. антифашист. центр., Информ.-эксперт. группа "Панорама". — М.: Панорама, 1998. — 203 с. — ISBN 5-85895-032-9. (грант Henry M. Jackson Foundation)
- Верховский А. М., Джукеева С., Пономарёв В. Религиозный фактор в политике и в идеологии национальных движений в России и Казахстане. 1989-1997 гг.. (грант Института «Открытое общество» (The Research Support Scheme (RSS) of the Open Society Institute / Higher Education Support Programme (OSI/HESP); grant No 646/1997))
- Верховский А. М., Михайловская Е. В., Прибыловский В. В. Политическая ксенофобия. Радикальные группы. Представления лидеров. Роль Церкви. — М.: Панорама, 1999. — 191 с. (грант Henry M. Jackson Foundation)
- Верховский А. М. Государственная политика по отношению к национал-радикальным объединениям. — М., 2002. (Сокращённая версия с дополнениями опубликована также: Раздел 1. Нормативная база // Национализм, ксенофобия и нетерпимость в современной России. М., Московская Хельсинкская группа, 2002.)
- Верховский А. М. Государство против радикального национализма. Что делать и чего не делать?. — М.: ИИЦ «Панорама», 2002. — 220 с. — ISBN 5-94420-007-3.
- Верховский А. М. Политика государства по отношению к национал-радикальным объединениям. 1991-2001 гг. — М.: РОО Центр Панорама, 2002. — 80 с.
- Верховский А. М. Политическое православие: русские православные националисты и фундаменталисты, 1995-2001 гг. — М.: Центр «Сова», 2003. — 316 с. — 500 экз. — ISBN 5-98418-001-4. (исследование и публикация осуществлены благодаря финансовой поддержке Фонда Макартуров)
- Верховский А. М., Михайловская Е. В., Прибыловский В. В. Россия Путина. Пристрастный взгляд. — М.: Центр "Панорама", 2003. — 2012 с. — (Издание международного журнала "Панорама", Управляемая демократия). — 1500 экз. — ISBN 5-94420-009-X. (Проект реализован при поддержке National Endowment for Democracy)
- Кожевникова Г. В., Шеховцов А. В., Прибыловский В. В., Юдина Н. Ю., Ларина Е., Розальская М. Радикальный русский национализм: структуры, идеи, лица: справочник / Составитель А. М. Верховский, Г. В. Кожевникова. — М.: Центр «Сова», 2009. — 410 с. — ISBN 978-5-98418-017-7. (Справочник составлен и выпущен при поддержке «Национального фонда за демократию»)
- Верховский А. М. Политика государства по отношению к национал-радикальным объединениям. 1991–2002 гг. — 2-е изд., доп. — М.: Центр «Сова», 2013. — 152 с. — ISBN 978-5-98418-027-6. (Книга переиздана при поддержке Международного партнёрства по правам человека)
- Верховский А. М. Уголовное право стран ОБСЕ против преступлений ненависти, возбуждения ненависти и языка вражды. — М.: Центр «Сова», 2014. — 280 с. — 600 экз. — ISBN 978-5-98418-032-0.
- Верховский А. М. Уголовное право стран ОБСЕ против преступлений ненависти, возбуждения ненависти и языка вражды. — 2-е издание, исправленное и дополненное. — М.: Центр «Сова», 2015. — 287 с. — 150 экз. — ISBN 978-5-98418-035-1.

на других языках
- Kozhevnikova G. V., Verkhovsky A. M., Veklerov E. Ultra-nationalism and hate crimes in contemporary Russia: the 2004-2006 annual reports of Moscow's SOVA center / Galina Kozhevnikova ; in collab. with Alexander Verkhovsky a. Eugene Veklerov; with a forew. by Stephen D. Shenfield. — Stuttgart: Ibidem-Verl., cop, 2008. — (Soviet and post-Soviet politics and society). — ISBN 978-3-89821-868-9. (SPPS, ISSN 1614-3515; vol. 77)
- Verkhovsky A. Criminal Law on Hate Crime, Incitement to Hatred and Hate Speech in OSCE Participating States. — The Hague: SOVA Center, 2016. — 136 с. — ISBN 978-5-98418-039-9.

### Статьи
на русском языке
- Верховский А. М. Радикальные националисты в России в начале президентства Путина // Национал-патриоты, Церковь и Путин. Избирательные кампании 1999 и 2000 гг / Центр «Панорама». — М., 2000. — С. 100–110.
- Верховский А. М. Религиозная ксенофобия: межконфессиональный и внутриконфессиональный аспекты // Национализм, ксенофобия и нетерпимость в современной России. — М.: Московская хельсинкская группа, 2002.
- Верховский А. М. Православный национализм. Заметки об определении и о перспективах движения // Неприкосновенный запас. — 2003. — № 6 (32).
- Верховский А. М. Кто здесь крайний // НГ-Религии. — 02.04.2003.
- Верховский А. М. Битва за привилегии // НГ-Религии. — 18.06.2003.
- Верховский А. М. Свобода совести по-венски // НГ-Религии. — 06.08.2003.
- Верховский А. М. Стена непонимания // Еженедельный журнал. — 18092003.
- Верховский А. М. Серафимовский клуб. Романтика либерального консерватизма // Неприкосновенный запас. — 2004. — № 5 (37).
- Верховский А. М. Власть и религия в современной России // Свободная мысль-XXI. — 2004. — № 4.
- Верховский А. М. Российское политическое православие: понятие и пути развития // Путями несвободы (сб. статей) / Составитель А. М. Верховский. — М.: Центр «Сова», 2005. — С. 48–80. — 1000 экз. — ISBN 5-98418-004-9. (Сборник составлен и выпущен при поддержке Фонда Генри Джексона и Европейского Союза)
- Верховский А. М. Романтика и прагматика либерального консерватизма // Путями несвободы (сб. статей) / Составитель А. М. Верховский. — М.: Центр «Сова», 2005. — С. 97–126. — 1000 экз. — ISBN 5-98418-004-9. (Сборник составлен и выпущен при поддержке Фонда Генри Джексона и Европейского Союза)
- Верховский А. М. Является ли Хизб ут Тахрир экстремистской организацией? // Цена ненависти. Национализм в России и противодействие расистским преступлениям: (сб. статей) / Составитель А. М. Верховский. — М.: Центр «Сова», 2005. — С. 92—110. — 256 с. — 1000 экз. — ISBN 5-98418-005-7. (Сборник составлен и выпущен при поддержке «Национального фонда за демократию»)
- Верховский А. М., Кожевникова Г. В. Три года противодействия // Цена ненависти. Национализм в России и противодействие расистским преступлениям: (сб. статей) / Составитель А. М. Верховский. — М.: Центр «Сова», 2005. — С. 111—129. — 256 с. — 1000 экз. — ISBN 5-98418-005-7. (Сборник составлен и выпущен при поддержке «Национального фонда за демократию»)
- Верховский А. М. Что Россия думает об исламе // НГ-Религии. — 19.01.2005.
- Верховский А. М. Письмо пяти тысяч: антисемитизм в законе // Ежедневный журнал. — 29.03.2005.
- Верховский А. М. Свобода совести для избранных. Деятели Церкви обиделись на правозащитников // НГ-Религии. — 13.07.2005.
- Верховский А. М. Православный фундаментализм остался в меньшинстве // Политический журнал. — 18.07.2005. — № 25. Архивировано из оригинала 20 мая 2006 года.
- Верховский А. М. Религиозный боевик как жанр общественной мысли. Фундаменталистская агрессия облекает себя в литературные формы // НГ-Религии. — 07.12.2005.
- Верховский А. М. „Православные граждане“ и права человека // Ежедневный журнал. — 15.12.2005.
- Верховский А. М. Соборная декларация о правах человека – зачем она? // Ежедневный журнал. — 07.04.2006.
- Верховский А. М. Каждому миссионеру – по лицензии // Ежедневный журнал. — 01.09.2006.
- Верховский А. М. Российские правозащитники и тема угрозы безопасности // Неприкосновенный запас. — 2006. — № 1 (45).
- Верховский А. М. Русское православие перед лицом европейской интеграции // Ежедневный журнал. — 25.05.2006.
- Верховский А. М. Идейная эволюция русского национализма: 1990-е и 2000-е гг // Верхи и низы русского национализма: (сб. статей) / Составитель А. М. Верховский. — М.: Центр «Сова», 2007. — С. 6–32. — 256 с. — 1200 экз. — ISBN 5-98418-009-X. (Сборник составлен и выпущен при поддержке «Национального фонда за демократию»)
- Верховский А. М. Публичные отношения православных и мусульманских организаций на федеральном уровне // Ислам в России: Взгляд из регионов / Под науч. ред. А. В. Малашенко. — М.: Аспект Пресс, 2007. — С. 123—155. — 158 с. — 1000 экз. — ISBN 978-5-7567-0472-3.
- Верховский А. М. Демографический кризис – угроза для Церкви // НГ-Религии. — 18.07.2007.
- Верховский А. М. Выборы: девальвация религиозного фактора // НГ-Религии. — 26.11.2007.
- Верховский А. М. Не надо давить на власть // Ежедневный журнал. — 14.12.2007.
- Верховский А. М. Воцерковление политики // The New Times. — 2007. — № 40.
- Верховский А. М. Границы секулярности государства в России: правовые нормы и споры об их интерпретации // Свободная мысль. — 2007. — № 1.
- Верховский А. М. Мусульманам лучше не читать // Ежедневный журнал. — 11.02.2008.
- Верховский А. М. Иерарх и гражданин // НГ-Религии. — 18.02.2008.
- Верховский А. М. По другую сторону пропасти // НГ-Религии. — 20.08.2008.
- Верховский А. М. Кого должен защищать закон: человека или убеждения? // Ежедневный журнал. — 27.11.2008.
- Верховский А. М., Сибирева О. А. Проблемы реализации свободы совести в России в 2008 году // Полит.ру. — 03.04.2009.
- Верховский А. М. Всю власть – Совету // НГ-Религии. — 15.04.2009.
- Верховский А. М. Президент решил – нам стоит задуматься // НГ-Религии. — 05.08.2009.
- Верховский А. М. Религиозные организации и возможности идеологического проектирования в путинской России // Двадцать лет религиозной свободы в России / Под ред. А. В. Малашенко, С. Б. Филатова; Моск. Центр Карнеги. — М.: Российская политическая энциклопедия (РОССПЭН), 2009. — С. 160—189. — 400 с. — (Религия в Евразии). — 2000 экз. — ISBN 978-5-8243-1258-4.
- Верховский А. М., Паин Э. А. Цивилизационный национализм: российская версия «особого пути» // Идеология «особого пути» в России и Германии: истоки, содержание, последствия / Под ред. Э. А. Паин. — М.: Три квадрата, 2010. — С. 171–210. — 320 с. — ISBN 978-5-94607-143-2.
- Верховский А. М. Русское националистическое движение: 20 лет после Перестройки // Eurasian Review. — 2010. — Vol. 3.
- Верховский А. М. Современное дискурсивное противостояние русских националистов и федеральных властей // Вестник общественного мнения: Данные. Анализ. Дискуссии. — 2011. — Т. 110, № 4. — С. 5—18.
- Верховский А. М. Миротворцы в рясах // НГ-Религии. — 24.01.2011.
- Верховский А. М. Религиозные организации вырабатывают правовой иммунитет // НГ-Религии. — 16.02.2011.
- Верховский А. М. Минюст призывает закон к порядку // НГ-Религии. — 19.10.2011.
- Верховский А. М. Эволюция постсоветского движения русских националистов // Вестник общественного мнения: Данные. Анализ. Дискуссии. — 2011. — Т. 107, № 1. — С. 11—35.
- Верховский А. М. Темна вода во облацех // Октябрь. — 2012. — № 4.
- Верховский А. М. Идеология патриарха Кирилла, методы её продвижения и её возможное влияние на самосознание Русской православной церкви // Форум новейшей восточноевропейской истории и культуры. — 2012. — № 1. (статья является несколько обновлённой версией статьи, опубликованной в журнале «Страницы» за 2011 год. Том 15, Вып.3. С. 369—387.)
- Верховский А. М. Изоляция от общества: Кандидаты в политзаключённые // Ведомости. — 16.03.2012.
- Верховский А. М. Июньское наступление на «исламский экстремизм» // НГ-Религии. — 03.07.2013.
- Верховский А. М. Вниз по «шкале светскости». Конституционный принцип отделения религии от государства за 20 лет поколебался, но устоял // НГ-Религии. — 04.12.2013.
- Верховский А. М. Русская православная церковь как церковь большинства // Pro et contra. — 2013. — № 5. — С. 17—30. — ISSN 1560-8913.
- Верховский А. М. Противодействие «религиозному экстремизму»: российское государство в поисках ответов на вызовы десекуляризации // Государство, религия, Церковь в России и за рубежом. — 2013. — № 2.
- Верховский А. М. Законопроект, выражающий неуважение к здравому смыслу // Ежедневный журнал. — 20.05.2013.
- Верховский А. М. Уголовный кодекс «заснул» на чувствах верующих. В течение года так и не состоялось правоприменение скандальной нормы // НГ-Религии. — 02.07.2014.
- Верховский А. М. Динамика насилия в русском национализме // Россия — не Украина: современные акценты национализма / Составитель А. М. Верховский. — М.: Центр «Сова», 2014. — С. 32—61. — 308 с. — 600 экз. — ISBN 978-5-98418-033-7.
- Верховский А. Н., Струкова Е. Н. Партийное строительство на крайнем правом фланге российского политического спектра // Политические исследования. — 2014. — № 4. — С. 131—151.
- Верховский А. М. Изоляция от общества: Тюрьма за слово // Ведомости. — 22.09.2015. — № 3922.
- Верховский А. М. Национал-радикалы от президентства Медведева до войны в Донбассе // Контрапункт. — 2015. — № 2.

на других языках
- Verkhovsky A. M. Orthodoxy in the Russian Ultranationalist Movements // Religion in Eastern Europe. — 2002. — Vol. XXII, № 3. (Православие в русском национал-радикальном движении Архивная копия от 29 января 2016 на Wayback Machine)
- Verkhovsky A. M. Holy Russia versus the Fallen World: Conservative Orthodox Mythologies in Contemporary Russia // Nationalist Myths and Modern Media. Contested Identities in the Age of Globalization. — London and New York: Tauris, 2005. — P. 229–242.
- Verkhovsky A. M. Radical nationalists from the start of Medvedev’s presidency to the war in Donbas: True till death? // The New Russian Nationalism: Imperialism, Ethnicity and Authoritarianism, 2000–15. — Edinburgh: Edinburgh University Press, 2016. — P. 75–103.

### Рецензии
- Верховский А. М. Рецензия на: Николай Митрохин. Русская партия. Движение русских националистов в СССР. 1953-1985 годы. М.: Новое литературное обозрение, 2003. 624 с. Тираж 0000 экз. (Библиотека журнала “Неприкосновенный Запас”) // Критическая масса. — 2003. — № 3.

### Составление и редакция
- Абазов Р. Ф., Василивецкий А., Пономарёв В. Ислам и политическая борьба в странах СНГ / Под ред. А. М. Верховского. — М.: Информ.-эксперт. группа «Панорама», 1992. — 42 с.
- Тарасов А. Н., Черкасов Г. Ю., Шавшукова Т. В. Левые в России: от умеренных до экстремистов / Моск. Антифашист. центр, Информ.-эксперт. группа "Панорама"; Под ред. А. М. Верховского. — Институт экспериментальной социологии, 1997. — 232 с. — ISBN 5-87637-006-1.
- Язык мой… Проблема этнической и религиозной нетерпимости в российских СМИ / Под ред. А. М. Верховского. — М.: Центр «Панорама», 2002. — 200 с. — 1000 экз. — ISBN 5-94420-008-1. (проект реализован при поддержке Института «Открытое общество»-Будапешт и Института «Открытое общество»-Москва)
- Демократия вертикали / Составитель А. М. Верховский; Информационно-аналитический центр "Сова". Информационно-исследовательский центр "Демос". — М.: Центр «Сова», 2006. — 347 с. — 1500 экз.
- Русский национализм: идеология и настроение. — М.: Центр «Сова», 2006. — 304 с. — 1500 экз. — ISBN 5-98418-007-3.
- Язык вражды против общества: (сб. статей) / Составитель А. М. Верховский. — М.: Центр «Сова», 2007. — 259 с. — 1200 экз. — ISBN 5-98418-008-1. (Сборник составлен и выпущен при поддержке Института «Открытое общество» — Фонд Сороса)

## Интервью
- Виктор Хамраев «Хозяевами политической сцены могут стать именно радикалы» Архивная копия от 25 января 2016 на Wayback Machine // Журнал «Коммерсантъ-Власть» № 37 от 18.09.2006, стр. 26
- Пресс-конференция. Александр Верховский ответил на вопросы о визите патриарха Кирилла на Украину Архивная копия от 25 января 2016 на Wayback Machine // Lenta.ru, 28.07.2009
- Ульяна Ким. Александр Верховский: «Борьба с экстремизмом не имеет ясно сформулированных задач» // The Epoch Times. — 17.05.2011.
- «Неправомерный антиэкстремизм» как средство ограничения прав религиозных меньшинств // Иваненко С. И. Обыкновенный антикультизм. — СПб.: Издательство «Древо жизни», 2012.
- Камышева Д. «Получается, что всё религиозное связано со всем охранительным» // The New Times. — 08.04.2013.
- Ольга Алленова «У нас не будет никакого Майдана» Архивная копия от 25 января 2016 на Wayback Machine // Журнал «Коммерсантъ-Власть» № 12 от 30.03.2015, стр. 16
- Елена Масюк Александр Верховский: «Если систематически применять антиэкстремистские законы, то сядут все» // Новая газета, № 74 от 15 июля 2015
- Баусин А. «Сил организовать собственную бузу у них нет». Националистические движения в России так и не смогли увеличить число своих сторонников Архивная копия от 24 января 2018 на Wayback Machine // Профиль, 11.12. 2015